# К самому себе
«К самому себе» (греч. Τὰ εἰς ἑαυτόν, варианты перевода — «Наедине с собой», «Рассуждения о самом себе», «Послания к самому себе») — сборник афористических мыслей римского императора Марка Аврелия в двенадцати «книгах» (небольших главах), написанный им на греческом языке (койне) в 70-е годы II в. н. э., главным образом на северо-восточных границах империи и в Сирмии. Ключевой памятник Поздней Стои.

## Содержание
По всей видимости, император не предназначал личный моралистический дневник для публикации. Его занимают преимущественно проблемы долга и смерти. Раз за разом он напоминает себе о необходимости не поддаваться ненависти или гневу, несмотря на подлые поступки и промахи окружающих. Деонтологическая рефлексия Марка Аврелия основана на осознании личной ответственности за судьбы огромного общества, которое подтачивают изнутри разложение нравов, а извне — набеги варваров. В этих сложных условиях он пытается сохранять позу мудреца и удерживать душевное равновесие.
Философские взгляды императора не отличаются оригинальностью. В основных пунктах это переосмысление учения Эпиктета: пытаться переделать мир на свой лад бесполезно, судьбу должно принимать без ропота, каждый жребий хорош по-своему. Религиозное чувство Марка Аврелия сродни неоплатонизму и даже христианству (хотя последнее при нём подвергалось гонениям). В космосе он видит некое целесообразно упорядоченное Целое, которым управляет всеобщий разум (промысел).

## Судьба
Гейдельбергская рукопись с сочинением Марка Аврелия не сохранилась. Она была издана немецким эллинистом Ксиландром с параллельным переводом на латынь в 1559 году. Заодно была развенчана опубликованная за тридцать лет до этого мистификация — «Золотая книга Марка Аврелия». Однако многие пассажи исходного текста были неправильно поняты и оттого представляют сложности для интерпретации.
Ксиландр указал на параллели между «Рассуждениями» и отдельными стихами Нового Завета, но не обратил внимание на их сходство с трудами других стоиков. По этой причине до публикаций Казобона начала XVII века главными источниками по стоицизму считались работы Эпиктета и Сенеки. В качестве стоического философа Марк Аврелий стал восприниматься только с конца XVII века. При этом упор продолжал делаться на близости его взглядов к христианству.
В викторианскую эпоху римский император продолжал считаться «неосознанным» христианином и «святейшим из язычников» (так его характеризует, в частности, Мэтью Арнольд). Впервые эту точку зрения подверг критике Дидро в статье «Энциклопедии» о стоицизме. Исследователь раннего христианства Эрнест Ренан назвал сочинение Аврелия «самой человечной из всех книг», а американский президент Билл Клинтон — своей самой любимой.
«Размышления» ещё до революции не раз издавались в русских переводах (в частности, Л. Д. Урусова и С. М. Роговина). В 1985 году вышло академическое издание в серии «Литературные памятники».

## Русские издания
- Житие и дела Марка Аврелия Антонина цесаря римского : А при том собственные, и премудрые его рассуждения о себе самом / С немецкого на российской язык перевёл Академии наук секретарь Сергей Волчков в Санкт-Петербурге в 1738, и 1739 году.; СПб : При Имп. Акад. наук, 1740. — 256 с
- Размышления императора Марка Аврелия Антонина о том, что важно для самого себя : (Ton eis he auton) / Пер. кн. Л. Урусова. — Тула : тип. Губ. правл., 1882. — X, 180 с. (в поздних изданиях — также под заглавием «Что всего нужнее для души твоей? Избранные мысли римского мудреца Марка Аврелия»)
- К самому себе: Размышления / Марк Аврелий Антонин; Пер. с греч. Пл. Краснова. — Санкт-Петербург : А. С. Суворин, 1895. — 173 с.
- Наедине с собой: Размышления / Марк Аврелий; Пер. с греч. и примеч. С. Роговина; Вступ. очерк «Марк Аврелий» С. Котляревского. — Москва : М. и С. Сабашниковы, 1914. — LVI, 199 с.
- Марк Аврелий. Размышления / А.И. Доватур (статья); А.К. Гаврилов (пер., статья, примечания). — Л.: Наука, 1985. — (Литературные памятники). — ISBN 9785020280410.